# Wolf 1061 c
Wolf 1061 c, ou WL 1061 c, est une planète extrasolaire en orbite dans la zone habitable circumstellaire de Wolf 1061, une étoile naine rouge située dans la constellation zodiacale de l'Ophiuchus, à une distance d'environ 13,8 années-lumière de la Terre. Elle est la seconde planète à partir de son étoile, dans un système planétaire qui comporte trois planètes connues. Wolf 1061 c est classifiée en tant que Super-Terre, car son rayon estimé dépasse 1,5 R⊕ (rayon terrestre).

## Caractéristiques
Ses découvreurs pensent que Wolf 1061 c est une planète tellurique qu'ils estiment être une Super-Terre du fait que sa masse est d'environ 4,3 fois celle de la Terre. Elle a une période orbitale de 17,9 jours et une gravité de surface estimée à 1,6 fois celle de la Terre.
Le système de Wolf 1061 est relativement proche de la Terre, à seulement 13,8 années-lumière. Cela fait de Wolf 1061 c la planète potentiellement habitable la plus proche connue du système solaire au moment de sa découverte, provoquant l'intérêt des astronomes,. Elle a depuis été détrônée, en matière de distance à notre propre système planétaire, par Proxima Centauri b qui se situe également dans la zone d'habitabilité de son étoile (à 4,22 années-lumière).
La découverte a été annoncée le 17 décembre 2015, à la suite d'une étude se basant sur 10 années d'archives du spectre de l'étoile Wolf 1061. Ce suivi du spectre a été obtenu à l'aide du spectrographe HARPS alimenté par le télescope de 3,6 mètres de l'ESO, à l'observatoire de La Silla au Chili,.

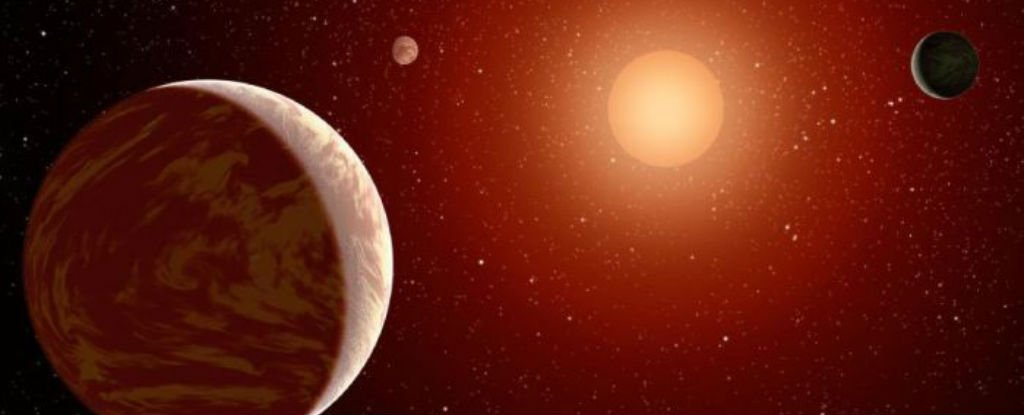
Wolf 1061 c, orbitant dans un système à trois exoplanètes (vue d'artiste).

## Habitabilité potentielle
La distance orbitale de la planète, estimée à 0,084 ua (en supposant une faible excentricité orbitale), la place dans la bordure interne de la zone habitable de son étoile. Cette zone habitable s'étend approximativement, pour Wolf 1061, de 0,073 à 0,190 ua. À titre de comparaison, la zone habitable du Soleil se situe environ entre 0,5 et 3 ua, du fait de son émission d'énergie sensiblement plus élevée.
En raison de sa grande proximité à son étoile, la planète Wolf 1061 c est probablement en rotation synchrone par rapport à celle-ci. Il en résulte qu'un hémisphère fait face en permanence à Wolf 1061, tandis que l'autre est toujours plongé dans la nuit. Bien que ce scénario puisse entraîner des différences de température extrêmes sur la planète, le terminateur (ligne séparant l'hémisphère éclairé de l'hémisphère nocturne) pourrait potentiellement être habitable, car sa température permettrait à l'eau liquide d'exister.
Par ailleurs, une plus grande portion de la planète pourrait également se révéler habitable, si son atmosphère est suffisamment épaisse pour faciliter un transfert de chaleur depuis l'hémisphère faisant face à l'étoile.
Un autre argument en faveur de l'habitabilité potentielle de Wolf 1061 c est donné par l'astronome qui a dirigé l'équipe à l'origine de sa découverte, Duncan J. Wright :
« Cette découverte est particulièrement excitante parce que l'étoile est extrêmement calme. La plupart des naines rouges sont très actives, sujettes aux sursauts de rayons X et aux super éruptions, ce qui implique la destruction de toute vie, du fait que la zone habitable est si proche de ces étoiles ».